# Ateuchus striatulum
Ateuchus striatulum là một loài bọ cánh cứng trong họ Bọ hung (Scarabaeidae).